# 杉山新樹
杉山 新樹（すぎやま しんじゅ、1898年4月23日 - 1974年2月16日）は、日本の画家、愛知学芸大学（現・愛知教育大学）教授。教育者として西三河美術界に功績を残した。

## 経歴
愛知県額田郡矢作町（現・岡崎市矢作町字西河原）に生まれる。愛知県立第二中学校（現・愛知県立岡崎高等学校）在学中、留年した尾崎士郎と同級になった。1916年（大正5年）、同校卒業。
1923年（大正12年）、東京美術学校卒業。岡崎に戻り、1925年（大正14年）に近藤孝太郎、山本鍬太郎らとともに「我々の会」を作り、洋画の展覧会を開き新人の育成に努める。1944年（昭和19年）まで春台会に所属した。同年、旺元会に出品。また、岡崎市立高等女学校（現・愛知県立岡崎北高等学校）や愛知県岡崎師範学校で教鞭をとった。
戦争が終わった1945年（昭和20年）の暮れ、岡崎では文化協会設立の世話人会がもたれ、杉山は竹内京治、榊原金之助、天野末治、足立一平らと共に案を練ることとなった。1946年（昭和21年）2月3日、岡崎文化協会が創立される。そのほか北川民次と民主美術協会を創立した。岡崎美術協会副会長に就任。
1949年（昭和24年）5月31日、愛知学芸大学設置に伴い、同大学の教授に就任。1960年（昭和35年）、同大学岡崎主事に就任。同年8月、マニラで開かれた国際美術教育会議に日本代表として出席した。1962年（昭和37年）、定年退職。
1967年（昭和42年）に渡欧、功績により勲三等瑞宝章を受章した。著書に『子供の造形』『西洋美術のふるさと』などがある。
1974年（昭和49年）2月16日、死去。75歳没。